# Ивановская (Кировская область)
 Ивановская  — деревня в Афанасьевском районе Кировской области в составе Ичетовкинского сельского поселения.

## География
Расположена на расстоянии примерно 22 км на восток от райцентра поселка  Афанасьево.

## История
Известна с 1891 года как починок Воняевский или Ивановская с 5 дворами, в 1905 году в починке дворов 5 и жителей 44, в 1926 (Ваняево или Ваняев)  11 и 71, в 1950 (селение Ивановское) 39 и 132, в 1989 89 жителей. Настоящее название утвердилось с 1978 года.  

## Население
Постоянное население составляло 61 человек (русские 100%) в 2002 году, 66 в 2010.